# Црква Светог Саве у Цељу
Црква Светог Саве у Цељу је била црква Српске православне цркве, која је срушена због оштећења у Другом светском рату.
Године 1922. основана је у Цељу православна црквена општина и у касарни је у једној соби импровизована војна капела. Први председник црквене општине био је пуковник Тошић, а 1925. године изабран је нови пуковник Јован Наумовић. Тада је (1924) већ кренула велика акција скупљања прилога за градњу. Изграђена је нова црква у периоду од 1929. до 1931. године према нацртима београдског архитектe Момира Коруновића. Изградњу је изводило Цељско грађевинско предузеће Карла Јазерника (слов. Karlo Jazernik). Градња је завршена у две године, а осветио је грађевину Патријарх српски Варнава. Била је посвећена највећем српском светитељу - светом Сави. Освећење готове цркве обављено је од стране Патријарха Варнаве, на први дан Духова 1932. године. Био је то први српски православни храм подигнут у Словенији. Највише заслуга за подизање богомоље имао је командант војног округа у Цељу, пуковник Драгутин Пурић. Од доласка Пурића у Цеље 1928. године стекли су се услови да почне зидање богомоље. Православни парох у то време је био поп Чудић.
У Цељу је постојало Братство православних Словенаца. Парох Манојло Чудић је у јулу 1935. произведен у протојереја.
Архитектура цркве је била у српско-византијском стилу. Стајала је српска црква у Љубљанској улици, на данашњем Позоришном тргу (слов. Gledališki trg) у самом центру Цеља. Престоне иконе на иконостасу је радио академски сликар Урош Предић, и то је био његов дар православној мисији у Словенији. Храм је међутим страдао 1941. године од стране немачког окупатора. Након рушења цркве, реликвије и иконе су преношене у Музеј Цеље и историјски архив града. Летопис цркве је водио прота Булован.